# Bombardement de l'hôpital pour enfants et maternité de Marioupol
Le 9 mars 2022, l'armée de l'Air russe bombarde le « Maternity Hospital No 3 », un complexe hospitalier réunissant un hôpital pour enfants et un service de maternité, situé à Marioupol, en Ukraine, pendant l'invasion de l'Ukraine par la Russie, tuant au moins trois personnes et en blessant au moins dix-sept autres. Le président ukrainien Volodymyr Zelensky, Josep Borrell, le haut représentant des Affaires étrangères de l'Union européenne et le ministre britannique des Forces armées James Heappey décrivent le bombardement comme un crime de guerre. 
L'attaque est remise en cause par la propagande russe et donne lieu à une forte désinformation.

## Contexte
En 2022, lors de l'invasion de l'Ukraine par la Russie, les forces russes et pro-russes assiégent la ville. Il est finalement convenu par les autorités russes et ukrainiennes d'autoriser les civils à évacuer Marioupol et quatre autres villes ukrainiennes le 9 mars 2022 via un couloir humanitaire.

## Bombardement

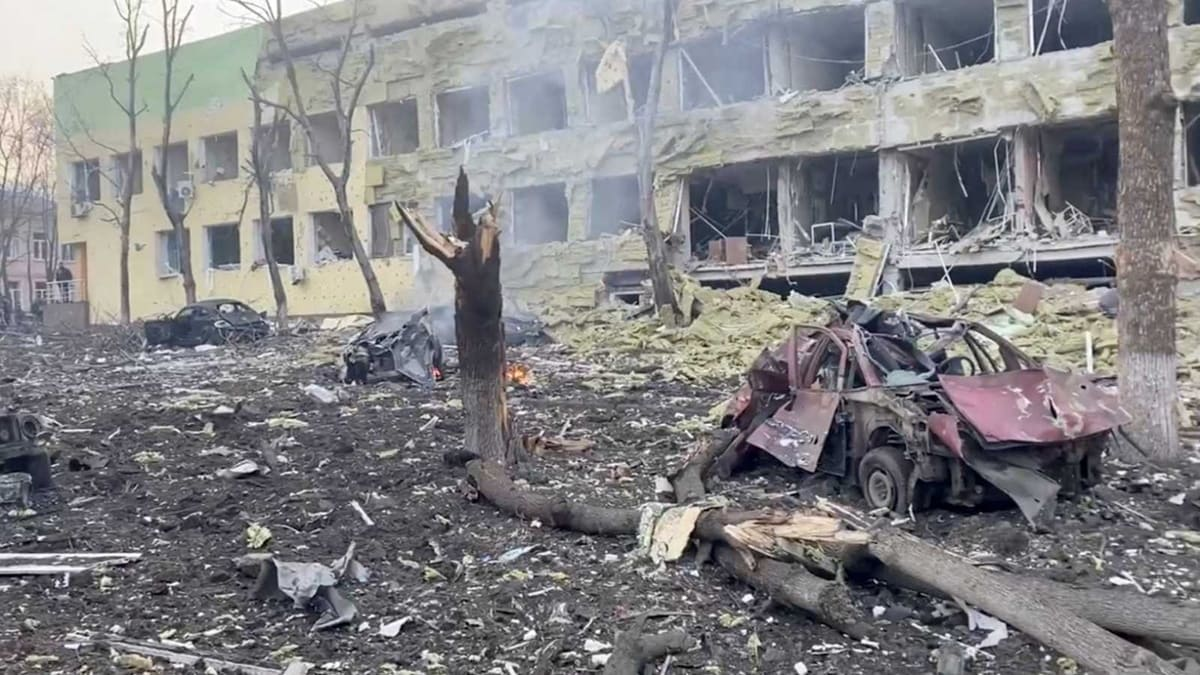
Ruines de l'hôpital pédiatrique et maternité N° 3 de Marioupol le 9 mars 2022

Un hôpital pour enfants et maternité de Marioupol est bombardé à plusieurs reprises par les forces russes depuis les airs pendant le cessez-le-feu,.
Les autorités ukrainiennes qualifient les dégâts à l'hôpital de « colossaux ». Des séquences vidéo après les attaques montrent « une grande partie de la façade du bâtiment [...] arrachée » et « des voitures détruites brûlant à l'extérieur ». Les salles d'hôpital sont « réduites à l'état d'épave, les murs [se sont] effondrés, les décombres [recouvrent] le matériel médical, les fenêtres [sont] soufflées et le verre brisé [est] partout ».
Le président ukrainien Volodymyr Zelensky déclare que les civils se sont cachés à temps avant l'attaque, réduisant ainsi le nombre de victimes.

## Victimes
Le 9 mars 2022, le gouverneur de l'oblast de Donetsk déclare que 17 personnes, dont des femmes prêtes à accoucher, ont été blessées dans l'attentat,. « Des femmes, des nouveau-nés et du personnel médical ont été tués », selon la neurologue Oleksandra Chtcherbet. Le 10 mars, les autorités locales déclarent qu'une fille et deux autres personnes ont été tuées dans l'attaque russe.
Une femme enceinte, Irina Kalinina, meurt après avoir accouché d'un enfant mort-né,. Elle a subi de nombreuses blessures lors du bombardement, ayant notamment eu le bassin écrasé et une hanche détachée, ce qui provoque la mortinaissance de son enfant malgré une césarienne pratiquée en urgence. Elle est photographiée sur une civière transportée dans les ruines de l'hôpital, et l'image devient virale sur les réseaux sociaux.
Une autre femme enceinte est blessée dans l'explosion et sauvée des décombres. La blessure est cependant mortelle pour l'enfant. Une autre femme enceinte photographiée dans l'attaque et dont le portrait fait lui aussi « le tour du monde », Marianna Vishegirskaya (née Podgurskaya), une blogueuse Instagram, est transférée dans un autre hôpital où elle accouche le lendemain.

## Documentation
Une équipe de journalistes d'AP assistent au bombardement, s'abritant à quelques pâtés de maisons de l'hôpital, ils se rendent sur place.
Pour ses photographies des victimes et dégâts de l'attaque, le photographe Evgueniy Maloletka reçoit un prix au festival Visa pour l'image en septembre 2022, au Prix Bayeux des correspondant de guerre en octobre, puis le World Press Photo of the Year en avril 2023. Son collègue, Mstyslav Tchernov, filme l'évacuation des blessés et les suites du bombardement, dont certaines images figurent dans le documentaire 20 Jours à Marioupol.

## Réactions

### Accusations de crime de guerre
Volodymyr Zelensky et Josep Borrell, le haut représentant de l'Union européenne pour les Affaires étrangères, qualifient l'attaque de crime de guerre. James Heappey, le sous-secrétaire d'État parlementaire aux Forces armées britanniques, déclare que si la frappe sur l'hôpital est indiscriminée, tirer sur une zone bâtie ou la cibler délibérément, « était [un] crime de guerre ».
L'adjoint au maire de Marioupol, Sergueï Orlov, qualifie l'attaque à la fois de crime de guerre et de génocide.

### En Ukraine
Sergueï Orlov, déclare : « Nous ne comprenons pas comment il est possible dans la vie moderne de bombarder [un] hôpital pour enfants ». Le conseil municipal de Marioupol qualifie le bombardement de délibéré.
Zelensky affirme que l'attaque constitue « la preuve que le génocide des Ukrainiens [avait] lieu ».

### En Russie
Le 10 mars, le ministre des Affaires étrangères russe affirme que le bombardement de l'hôpital était justifié par la présence de membres des Forces armées ukrainiennes à Marioupol dans un autre hôpital, le « Maternity Hospital No 1 », comme le déclare le représentant russe à l'ONU Vassili Nebenzia quelques jours plus tôt, le 7 mars,. 
Le même jour, le 10 mars, le ministère de la Défense russe affirme quant à lui qu'aucune attaque n'a eu lieu et qu'il s'agirait de désinformation de la part de Kiev.
Le 10 mars, le ministre des Affaires étrangères et le ministère de la Défense russes affirment publiquement que l'attaque est justifiée. Selon Ukrayinska Pravda, le ministre des Affaires étrangères Sergueï Lavrov a confirmé que le bombardement de l'hôpital était une action délibérée. Il déclare : « Il y a quelques jours, lors d'une réunion du Conseil de sécurité de l'ONU, la délégation russe a présenté des informations factuelles selon lesquelles cette maternité était depuis longtemps prise en charge par le régiment Azov et d'autres radicaux et que toutes les femmes en travail, toutes les infirmières et en général tout le personnel avaient reçu l'ordre de le quitter. C'était une base du bataillon ultra-radical Azov ». L'armée russe affirme qu'Azov et le bataillon Aidar tirent depuis « des écoles, des hôpitaux et des jardins d'enfants » à Marioupol. Selon Libération, rien ne permet de justifier les déclarations russes selon lesquelles l'hôpital était occupé par Azov.

### À l'international
Le Premier ministre britannique Boris Johnson qualifie l'attaque de « dépravée ». Jen Psaki, attachée de presse du président américain Joe Biden, déclare : « Il est horrifiant de voir l'utilisation barbare de la force militaire pour s'en prendre à des civils innocents dans un pays souverain ». Josep Borrell, Haut représentant de l'Union européenne pour les affaires étrangères et la politique de sécurité, qualifie l'attaque de « crime de guerre odieux ». Le cardinal secrétaire d'État de la Cité du Vatican, Pietro Parolin exprime sa consternation face à l'attentat, le décrivant comme une « attaque inacceptable contre des civils ». António Guterres, Secrétaire général des Nations unies, écrit que l'attaque est « horrible » et que « cette violence insensée doit cesser ».
L'attentat est largement condamné dans la presse internationale : le Daily Mirror et The Independent qualifient l'acte de « barbare », le Daily Express et le Daily Mail de « dépravé », tandis que The Guardian, le Financial Times et El País l'estime « atroce »,. Le journal italien Il Giornale décrit Poutine comme un « criminel de guerre », tandis que La Repubblica dénonce « la mort d'innocents »,.

## Remise en cause et désinformation
Dans un second temps, le porte-parole du ministre de la Défense Igor Konachenkov remet en cause l'existence et l'origine russe de l'attaque et déclare qu'« absolument aucune tâche visant à atteindre des cibles au sol n'a été accomplie par des avions militaires russes dans la région de Marioupol » et que la présumée frappe aérienne est une « provocation entièrement mise en scène afin de maintenir le tollé public anti-russe dans le public occidental »,.
Le 10 mars 2022, Twitter supprime un tweet de l'ambassade de Russie au Royaume-Uni qui affirme que l'attaque de l'hôpital de Marioupol est « truquée » et que l'une des victimes est une « actrice », considérée comme une violation des règles de Twitter. Les hommes politiques britanniques[Lesquels ?] saluent cette décision et accusent l'ambassade de Russie de désinformation.
Selon Meduza, le représentant russe auprès de l'ONU, Vassili Nebenzia, a, le 7 mars, mentionné le bâtiment « Maternity Hospital No 1 », décrit comme un hôpital qui, selon lui, est utilisé par les forces armées ukrainiennes comme point de tir. Il ne fait pas référence au « Maternity Hospital No 3 ».  Meduza estime que Lavrov a confondu l'hôpital n° 1, mentionné par Nebenzia, avec l'hôpital qui a été bombardé, l'hôpital n° 3,.
Les autorités russes, qui affirment d'abord qu'il n'y a plus de femmes enceintes sur le site, déclarent, après la propagation de photographies de femmes enceintes ayant survécu au bombardement, qu'il s'agit d'actrices jouant le rôle de femmes enceintes pour une mise en scène. Une femme en particulier, dont le visage est très médiatisé, fait l'objet d'une campagne de désinformation,. Marianna Vishegirskaya est la cible principale des opérations de désinformation ; elle est accusée d'être une actrice et d'avoir joué le rôle de la femme allongée sur une civière. En janvier 2024, elle prend la parole pour soutenir la candidature de Vladimir Poutine à l'élection présidentielle russe et appelle à voter pour lui, après avoir, en septembre 2022, réfuté l'existence de l'attaque et critiqué les journalistes présents sur place. Selon Le Monde, elle « aurait été manipulée pour témoigner sous la contrainte », technique utilisée couramment par la Russie,.
Début septembre 2022, la femme politique Ségolène Royal nie l'existence du bombardement, déclarant que « s’il y avait eu la moindre victime, le moindre bébé avec du sang, à l’heure des téléphones portables on les aurait eues ». Elle accuse le gouvernement ukrainien et Volodymyr Zelensky de mener une « propagande de guerre par la peur ». Critiquée, elle revient partiellement sur ses propos quelques jours plus tard et se défend d'avoir remis en cause les victimes, tout en maintenant que « la propagande de guerre ukrainienne a contribué à exagérer le bilan humain de la frappe sur Marioupol ». Elle avait déjà été pointée du doigt en août 2022 pour ses déclarations « conformes à la propagande de Moscou ».